# 樞要寶石

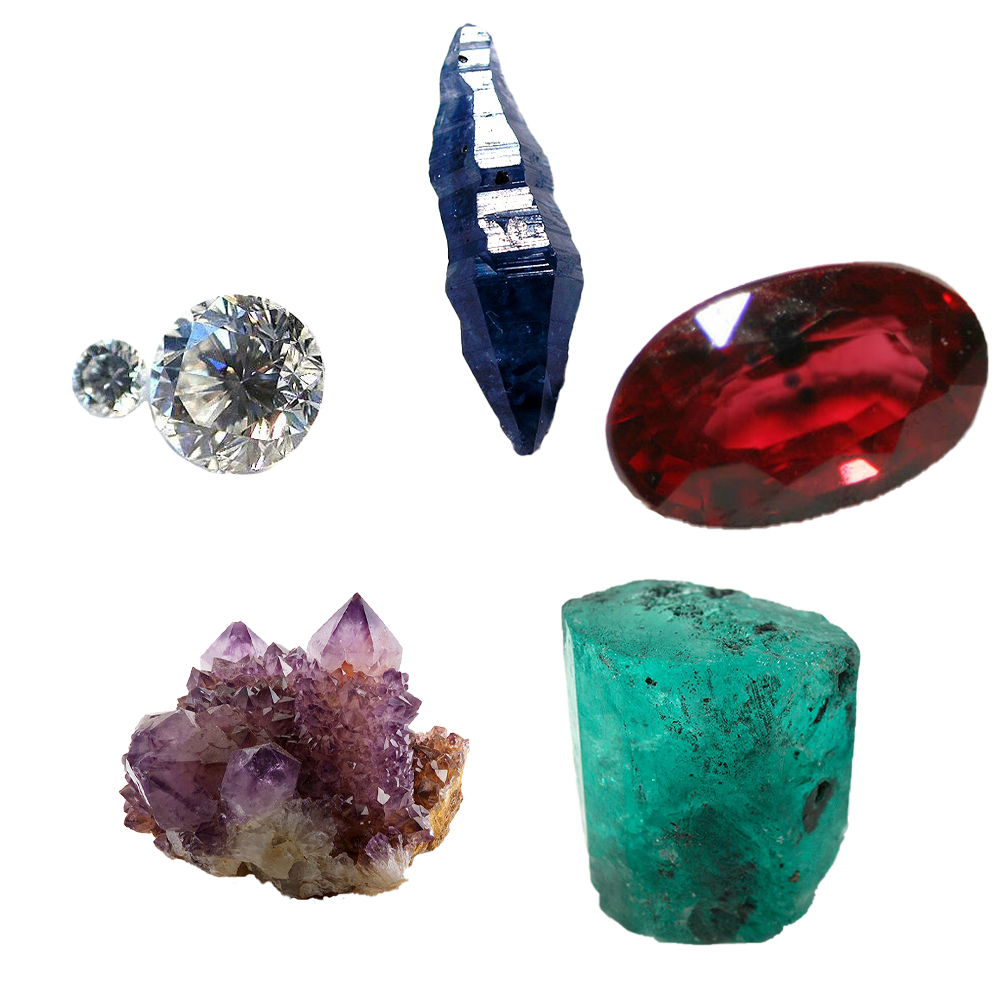
五種樞要寶石，由上方順時針為藍寶石，紅寶石，祖母綠，紫水晶，鑽石。

樞要寶石（英語：cardinal gems）指的是西方傳統上認為最重要的五種寶石。樞要寶石的稱呼由來已久可追溯至古代，指的都是古時候罕見或有宗教儀式用途的寶石。 現代已經很少使用樞要寶石一詞。
五種傳統樞要寶石分別為：
- 紫水晶（紫）：在舊大陸十分稀有，但在新大陸的南錐地帶巴西、烏拉圭等國有豐富礦藏
- 鑽石（白）
- 祖母綠（綠）
- 紅寶石（紅）
- 藍寶石（藍）